# Богданович, Пётр Константинович
Пётр Константи́нович Богдано́вич (14 (27) июля 1898 год, Санкт-Петербург — 27 апреля 1955 года, Москва) — советский военный деятель, Генерал-майор (28 апреля 1943 года). Герой Советского Союза (6 апреля 1945 года).

## Начальная биография
Пётр Богданович родился 14 (27) июля 1898 год в Санкт-Петербурге в рабочей семье.
После получения начального образования с 1913 года работал на Путиловском заводе токарем, одновременно учась в техническом училище.

## Военная служба

### Гражданская войны
В феврале 1917 года вступил в Петроградский отряд Красной Гвардии, после чего принимал участие в ходе Февральской и Октябрьской революций, штурме Зимнего дворца и разоружении Владимирского и Павловского военных училищ.
В феврале 1918 года призван в ряды Рабоче-крестьянскую Красную Армию, после чего принимал участие в боевых действиях против немецких войск под Псковом, а затем пулемётчиком и начальником разведки 41-го Урос-Озерского полка воевал под Мурманском против финских, английских и белогвардейских войск.
В марте 1919 года был направлен на учёбу на 1-е Советские кавалерийские курсы в Петрограде. В составе курсантского сводного полка участвовал в боевых действиях под Петроградом против войск под командованием генерала Н. Н. Юденича. После окончания курсов в апреле 1920 года был назначен на должность командира взвода в составе 15-й кавалерийской дивизии (1-й конный корпус, Западный фронт), после чего участвовал в ходе советско-польской войны.
В августе назначен на должность начальника разведывательного отдела кавалерийской бригады (1-я Конная армия), находясь на которой, принимал участие в боевых действиях против вооружённых формирований под командованием Н. И. Махно на территории Полтавской и Екатеринославской губерний.
В июне 1921 года Богданович был назначен на должность помощника начальника разведки 1-й Забайкальской кавалерийской дивизии, которая в составе Восточного фронта Дальневосточной Республики участвовала в боях против войск под командованием барона Р. Ф. Унгерна.

### Межвоенное время
В январе 1922 года Богданович был направлен на учёбу в Высшую кавалерийскую школу в Петрограде, а затем — на особое отделение 2-й Петроградской кавалерийской школы. После окончания учёбы в июне 1923 года назначен на должность начальника конных разведчиков 14-го погранбатальона 17-го погранотряда войск ОГПУ Белорусской ССР.
В марте 1925 года направлен в 6-ю Чонгарскую кавалерийскую дивизию (Белорусский военный округ), где служил на должностях командира взвода, квартирмейстера 31-го кавалерийского полка, командира эскадрона, помощника начальника штаба 34-го кавалерийского полка.
В январе 1934 года назначен на должность помощника начальника 1-й части штаба 7-й Самарской кавалерийской дивизии, дислоцированной в Минске, а в августе 1936 года — на должность помощника начальника 1-го и 2-го отделов штаба 3-го кавалерийского корпуса, однако в сентябре 1937 года был снят с занимаемой должности и уволен в запас по ст. 43, п. «б». В апреле 1938 года вновь призван в РККА и восстановлен в прежней должности, в августе назначен на должность начальника отдела штаба того же корпуса, а в ноябре того же года — на должность помощника начальника штаба 6-й кавалерийской дивизии.
В декабре 1938 года был направлен на учёбу в Военную академию имени М. В. Фрунзе. Во время учёбы в конце 1939 года был направлен на Северо-Западный фронт советско-финской войны в качестве начальника штаба стрелковой бригады и 182-й стрелковой дивизии.
После окончания академии в апреле 1940 года был назначен на должность начальника штаба 74-й стрелковой дивизии (Одесский военный округ), после чего принимал участие в ходе похода советских войск в Бессарабию и Северную Буковину.

### Великая Отечественная война
С началом войны Богданович находился на прежней должности. Дивизия в составе 9-й армии (Южный фронт) участвовала в боевых действиях в ходе приграничного сражения, а также в Донбасской и Ростовской оборонительных операциях.
В декабре 1941 года был назначен на должность начальника штаба отдельного кавалерийского корпуса 57-й армии, а с 5 по 18 декабря временно исполнял должность командира этого же корпуса. В 1942 году вступил в ряды ВКП(б).
В марте 1942 года он назначен на должность командира 81-й бригады морской пехоты (56-я армия), а в октябре — на должность командира 31-й стрелковой дивизии (17-я армия), которая вскоре принимала участие в ходе Северо-Кавказской, Краснодарской и Донбасской операций, а также в боях на Кубани и освобождении Краснодара.
С декабря 1943 года Богданович находился в госпитале после ранения и с февраля 1944 года вновь командовал дивизией, которая вскоре принимала участие в ходе Уманско-Ботошанской наступательной операции. В марте был назначен комендантом города Умань, а в июне — на должность командира 49-й стрелковой дивизии, которая вела боевые действия во время Белорусской, Могилёвской, Минской, Каунасской и Варшавско-Познанской наступательных операций. В январе 1945 года Богданович организовал прорыв обороны противника на западном берегу Вислы в районе деревни Рудки с Пулавского плацдарма, и в последующих наступательных боевых действиях дивизия форсировала Варту, вступив на территорию Германии. В течение с 14 по 30 января 1945 года дивизия под командованием П. К. Богдановича уничтожила 3320 и взяла в плен 161 немецкого солдата и офицера, уничтожила 203 пулемёта, 48 миномётов, 47 орудий, 6 танков, 230 автомобилей, 23 мотоцикла, 35 велосипедов, 8 самоходок, 217 повозок с грузами. Вскоре дивизия вела боевые действия в Висло-Одерской, Берлинской наступательных операциях.
Указом Президиума Верховного Совета СССР от 6 апреля 1945 года за «образцовое выполнение боевых заданий командования на фронте борьбы с немецко-фашистскими захватчиками и проявленные при этом отвагу и геройство» генерал-майор Пётр Богданович был удостоен высокого звания Героя Советского Союза с вручением ордена Ленина и медали «Золотая Звезда» (№ 6446).

### Послевоенная карьера
После окончания войны находился на прежней должности.
В августе 1945 года был назначен на должность заместителя командира 40-го гвардейского стрелкового корпуса (Группа советских войск в Германии), а в октябре 1946 года — на должность преподавателя по оперативно-тактической подготовке Военной академии имени М. В. Фрунзе.
В декабре 1947 года генерал-майор Пётр Константинович Богданович был уволен в запас из рядов армии . Умер 27 апреля 1955 года в Москве. Похоронен на Преображенском кладбище.

## Награды
- Медаль «Золотая Звезда» (№ 6446; 6.04.1945);
- Два ордена Ленина (21.02.1945; 6.04.1945);
- Три ордена Красного Знамени (22.02.1943; 3.11.1944; 30.05.1945);
- Орден Суворова 2 степени (№ 111; 8.02.1943);
- Орден Красной Звезды (19.11.1941);
- Медали[1][2].